# Elegia napisana ręką własną w Tower przed kaźnią
Elegia napisana ręką własną w Tower przed kaźnią (ang. Elegie, written with his own hand in the Tower before his execution) – wiersz angielskiego poety Chidiocka Tichborne'a napisany krótko przed śmiercią autora w 1586 w londyńskim więzieniu dla przestępców politycznych.

## Charakterystyka ogólna
Krótki, trójzwrotkowy utwór został zapisany w liście, jaki poeta wysłał z więzienia do swojej żony. Tichborne został osadzony w Tower i skazany na śmierć za udział w spisku na życie królowej Elżbiety I Tudor. Poeta pochodził z katolickiej rodziny i zdecydował się z bronią w ręku walczyć o swobody religijne dla katolików, mocno ograniczone po tym, jak papież ekskomunikował angielską władczynię.

## Forma
Wiersz Tichborne'a składa się z trzech sekstyn, czyli strof sześciowersowych rymowanych ababcc, pisanych pięciostopowym jambem, czyli najpopularniejszym rodzajem angielskiego wiersza.
My prime of youth is but a frost of cares,
My feast of joy is but a dish of pain,
My crop of corn is but a field of tares,
And all my good is but vain hope of gain.
The day is gone and yet I saw no sun,
And now I live, and now my life is done.
Wykorzystana przez Tichborne'a sekstyna była bardzo lubiana przez angielskich poetów. Regularnie używał jej Thomas Campion, a William Szekspir napisał nią poemat Wenus i Adonis. Tichborn oparł swój utwór na użyciu paralelizmu, wprowadzanego anaforą: My prime of youth... My feast of joy... My crop of corn. Zwrotki kończą się refrenem: And now I live, and now my life is done.
The spring is past, and yet it hath not sprung,
The fruit is dead, and yet the leaves are green,
My youth is gone, and yet I am but young,
I saw the world, and yet I was not seen,
My thread is cut, and yet it was not spun,
And now I live, and now my life is done.

## Treść
Wiersz jest zadumą nad znikomością własnego, przedwcześnie zakończonego, życia. Przypomnijmy, że poeta został stracony w wieku dwudziestu ośmiu lat. Tichborne ma świadomość, że poszukał sobie śmierci, ale w żaden sposób nie żałuje podjętej decyzji. 
I sought my death and found it in my womb,
I lookt for life and saw it was a shade,
I trode the earth and knew it was my tomb,
And now I die, and now I am but made.
The glass is full, and now the glass is run,
And now I live, and now my life is done.
Wiersz Tichborna jest jednym z najbardziej przejmujących w całej literaturze angielskiej obrazów nieuchronności śmierci. Zapewne poeta wiedział zawczasu o sposobie przeprowadzenia egzekucji, bo kat zazwyczaj informował skazańca ze szczegółami, jak będzie przebiegało wykonanie wyroku. 

## Przekłady
Omawiany wiersz tłumaczyli na język polski Jerzy Pietrkiewicz i Stanisław Barańczak.